# 怪談おとし穴
『怪談おとし穴』（かいだんおとしあな）は、1968年6月15日に大映東京で製作された、島耕二監督のホラー映画。主演は成田三樹夫、成田にとっては映画での唯一の主演作品である。

## ストーリー
大手貿易会社に勤務する倉本は、敏腕な社員であり、社長の覚えもめでたかった。倉本は西野悦子という社員と婚約していたが、自分の出世の為に利用したあげく、社長の娘と結婚するため遺体が見つからない様に殺害した。社長の娘との新婚旅行から帰った倉本を、西野悦子の兄が行方不明中の妹の足取りを探して訪ねてくるが、倉本は半ば追い払うように冷たく対応した。その後会社で続々と怪奇現象が起こりだす。

## キャスト
- 成田三樹夫 : 倉本治夫
- 船越英二 : 西野文雄
- 渚まゆみ : 西野悦子
- 三条魔子 : 湯川みどり
- 早川雄三 : 坂部
- 見明凡太朗 : 湯川社長
- 片山明彦 ; 安原
- 夏木章 : 医務室の医者
- 谷謙一 : 里見課長
- 橋本力 : 宇田川
- 大山健二 : 専務
- 田中三津子 : 福原夏子
- 福原真理子 : 華子
- 津山由起子 : 浪子
- 平井岐代子 : 湯川道子
- 遠藤哲平 : 業務部長
- 南方伸夫 : 常務
- 木島進介
- 河島尚真
- 佐伯勇 : 藤岡
- 新宮信子
- 渥美マリ : 受付係
- 中原健 : 池上
- 佐山真次
- 若山弦蔵：ナレーター

## スタッフ
- 企画 : 塚口一雄
- 脚本 : 舟橋和郎
- 撮影 : 小原譲治
- 録音：三枝康徐
- 照明：木村辰五郎
- 美術：柴田篤二
- 編集 : 平野光也
- 助監督：今子正義
- 特殊撮影：金子友三
- 製作主任：真鍋義彦
- 音楽 : 大森盛太郎
- 監督 : 島耕二

### スタッフ（ノンクレジット）
- スチル：椎名勇[1][2]

## 併映作品
- 『牡丹燈籠』 : 山本薩夫監督